# Плавск
Плавск (на руски: Плавск) е град в Русия, административен център на Плавски район, Тулска област. Населението на града към 1 януари 2018 година е 15 920 души.

## География
Градът е разположен по брега на река Плава, на 58 км от град Тула.